# Stow cum Quy
Stow cum Quy est une paroisse civile et un village du Cambridgeshire, en Angleterre.